# Italochrysa temerata
Italochrysa temerata is een insect uit de familie van de gaasvliegen (Chrysopidae), die tot de orde netvleugeligen (Neuroptera) behoort. 
Italochrysa temerata is voor het eerst wetenschappelijk beschreven door Navás in 1914.